# Whiteface, Texas
Whiteface là một thị trấn thuộc quận Cochran, tiểu bang Texas, Hoa Kỳ. Năm 2010, dân số của thị trấn này là 449 người.

## Dân số
- Dân số năm 2000: 465 người.
- Dân số năm 2010: 449 người.